# 臺大地藏庵
25°02′35″N 121°31′01″E / 25.043095°N 121.516853°E
臺大地藏庵是位於臺灣臺北市中正區臺大醫院西址院區腫瘤病房的地藏庵，鄰捷運台大醫院站3號出口。

## 沿革
此廟臨近公園路旁、臺大醫院西址腫瘤病房後方。臺大醫院公共事務室主任劉中山表示，每逢農曆七月，住院病人常會在病房燒香，但因早年臺大病房為木造屋，院方憂心會發生意外，民間習俗卻難以禁止，直到1972年間，院長魏炳炎希望病人在一處樓梯間集中燒紙錢，而後一些病友自己請來神像，慢慢建成廟宇。人多稱「台大廟」。最早供奉醫公醫婆，病友又請來地藏王菩薩，由退休員工和病友自發性管理。中研院學者林美容的草屯同鄉就在此當義工。

## 祭祀
以地藏王菩薩為主祀，醫公醫婆為陪祀，通說醫公醫婆源於醫院孤魂，因此祂們和地基主一樣陪祀於下桌。另一說醫公醫婆是醫神華佗及其夫人。2004年報導時，從1970年代多開始參與廟務的林澤懋表示，原本醫公醫婆手上拿中藥藥方、後變成了處方箋。
臺大醫院各科病房流傳病患夢見醫公醫婆到訪的故事，雖然眾人對兩神的兩人衣著打扮形容不一。如一名女護士，說受車禍重傷的弟弟夢見兩位身穿古裝的老公公、老婆婆出現他床前，通知病情會好轉，因此該護士就來此廟感謝醫公醫婆協助。
一度臺大醫院的醫公醫婆的名聲很大，出院的病人還會打金牌酬神，但因院方不介入管理，金牌也成為竊賊下手的目標，後已謝絕香油錢。不僅病家們來拜，SARS事件疫情延燒時，醫護人員也來此求保祐。

## 外部連結
- 台大醫院地藏庵－醫公醫婆的Facebook專頁